# Mixteca poblana

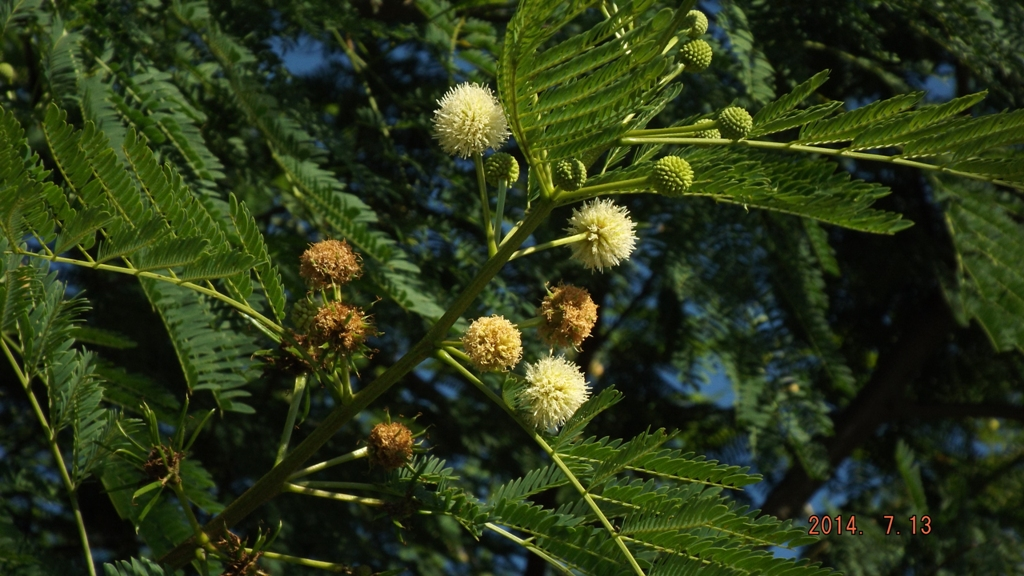
Guaje de la Mixteca Poblana (Leucaena leucocephala).

La Mixteca Poblana es una región geográfica en el suroeste del Estado de Puebla, caracterizada por un clima, flora y fauna comunes en toda la región.
Por sus características geográficas es considerada parte de la Mixteca Baja, diferenciándose así de la Mixteca Alta, conformada por el noreste del Estado de Guerrero y el oeste del Estado de Oaxaca; y de La Mixteca de la Costa que abarca territorio de los estados de Guerrero y Oaxaca.la forman 45 municipios 
En conjunto, se le llama Mixteca a la zona cultural, económica y política que comparten los estados de Puebla, Guerrero y Oaxaca, en donde tuvo presencia el pueblo mixteco.
La fauna está compuesta principalmente por venados, conejos, coyotes, iguanas, correcaminos, tlacuaches, armadillos, cuijes, camaleón cornudo, pumas, cacomixtles, etc.
Su clima con variación climática sobresalen climas como él cálido seco semiseco cálido con lluvias en verano 1 escasas a lo largo del año

## Municipios en 2010
| Nombre                   | Grado promedio de escolaridad de la población de 15 y más años (INEGI 2010) | Habitantes (INEGI 2010) |
| ------------------------ | --------------------------------------------------------------------------- | ----------------------- |
| Cuayuca de Andrade       | 5.63                                                                        | 3,062                   |
| Tehuitzingo              | 5.86                                                                        | 11,328                  |
| Axutla                   | 4.82                                                                        | 947                     |
| Piaxtla                  | 5.49                                                                        | 4,585                   |
| Guadalupe                | 5.03                                                                        | 6,276                   |
| San Pablo Anicano        | 6.53                                                                        | 3,554                   |
| San Pedro Yeloixtlahuaca | 6.41                                                                        | 3,395                   |
| Petlalcingo              | 5.5                                                                         | 9,382                   |
| San Jerónimo Xayacatlán  | 5.92                                                                        | 3,777                   |
| Acatlán                  | 7.58                                                                        | 33,865                  |
| Xayacatlán de Bravo      | 6.69                                                                        | 1,649                   |
| Ahuehuetitla             | 5.92                                                                        | 1,649                   |
| Albino Zertuche          | 5.39                                                                        | 1,770                   |

## Región 16. Chiautla
La región de Chiautla está ubicada en la parte suroeste del estado de Puebla. Limita al norte y al oeste con el estado de Morelos, al sur con el estado de Guerrero, y al este con la región de Acatlán. Esta región está conformada por 9 municipios.
- Albino Zertuche
- Cohetzala
- Chiautla
- Chila de la Sal
- Huehuetlán el Chico
- Ixcamilpa de Guerrero
- Jolalpan
- Teotlalco
- Xicotlán

## Región 17. Acatlán
La región de Acatlán está situada en la parte sur del estado de Puebla. Limita al norte con la región de Tepexi de Rodríguez, al sur y al este con el estado de Oaxaca, y al oeste con la región de Chiautla. Esta región está conformada por 17 municipios.
- Acatlán
- Ahuehuetitla
- Axutla
- Chila
- Chinantla
- Guadalupe
- Petlalcingo
- Piaxtla
- San Jerónimo Xayacatlán
- San Miguel Ixitlán
- San Pablo Anicano
- San Pedro Yeloixtlahuaca
- Tecomatlán
- Tehuitzingo
- Totoltepec de Guerrero
- Tulcingo de acaiteros
- Xayacatlán de Bravo